# (38780) 2000 RX30
2000 RX30 (asteroide 38780) é um asteroide da cintura principal. Possui uma excentricidade de 0.14066790 e uma inclinação de 5.36684º.
Este asteroide foi descoberto no dia 1 de setembro de 2000 por LINEAR em Socorro.